# اتحاد برلين لكرة القدم
اتحاد برلين لكرة القدم ( (بالألمانية: Berliner Fussball-Verband)‏ BFV) هي المنظمة الشاملة لنوادي كرة القدم في العاصمة الألمانية برلين. تأسست في عام 1897  ومقرها في برلين. رئيسها هو بيرند شولتز. 
ينتمي BFV إلى اتحاد شمال شرق ألمانيا لكرة القدم  وهو واحد من 21 منظمة حكومية لاتحاد كرة القدم الألماني (ألماني: Deutscher Fussball-Bund - DFB). 
في عام 2017، كان لدى BFV 150,981 عضوًا من 391 ناديًا لكرة القدم مع 3501 فريقًا. 